# Megachile campanulae
Espèce
Megachile campanulae est une espèce d'abeilles de la famille des Megachilidae.

## Répartition
Megachile campanulae est endémique des États-Unis où elle se rencontre depuis la Nouvelle-Angleterre jusqu'à la Floride, l'Ouest du Minnesota, le Nebraska et le Texas.

## Description
Ces abeilles solitaires sont l'un des premiers insectes documentés dans la littérature scientifique utilisant des matériaux synthétiques pour la fabrication de nids.

## Systématique
Le nom valide complet (avec auteur) de ce taxon est Megachile campanulae (Robertson (d), 1903).
L'espèce a été initialement classée dans le genre Oligotropus sous le protonyme Oligotropus campanulae Robertson, 1903.
Megachile campanulae a pour synonymes :
- Chalicodoma campanulae wilmingtoni (Mitchell, 1924)
- Chalicodoma campanulae (Robertson, 1903)
- Megachile campanulae wilmingtoni (Mitchell, 1924)
- Oligotropus campanulae Robertson, 1903
- Oligotropus wilmingtoni Mitchell, 1924